# Ceratophygadeuon varicornis
Ceratophygadeuon varicornis är en stekelart som först beskrevs av Thomson 1885.  Ceratophygadeuon varicornis ingår i släktet Ceratophygadeuon och familjen brokparasitsteklar. Inga underarter finns listade i Catalogue of Life.